# Njurunda, Sköns och Ljustorps tingslag
Njurunda, Sköns och Ljustorps tingslag var ett tingslag i Västernorrlands län. Dess område omfattade Medelpads samtliga kust- och ösocknar inom nuvarande Sundsvalls och Timrå kommuner. År 1934 hade tingslaget 50 620 invånare på en yta av 1 272 km², varav land 1 200.
Tingslaget bildades 1925 genom övertagande av verksamheterna i Njurunda tingslag, Sköns tingslag samt Ljustorps tingslag. Tingslaget verksamhet överfördes 1936 till Medelpads östra domsagas tingslag.
Tingslaget ingick i Medelpads östra domsaga.

## Socknar
Njurunda, Sköns och Ljustorps tingslag omfattade sju socknar.
- Före 1925 hörande till Njurunda tingslag:
  - Njurunda socken
- Före 1925 hörande till Sköns tingslag:
  - Alnö socken
  - Sköns socken
  - Timrå socken
- Före 1925 hörande till Ljustorps tingslag:
  - Hässjö socken
  - Ljustorps socken
  - Tynderö socken